# Lindsey Harding
Lindsey Harding, née le 12 juin 1984 à Mobile (Alabama), est une joueuse, puis entraîneuse, américaine de basket-ball, naturalisée biélorusse.

## Carrière universitaire
Elle a un cursus exceptionnel avec Duke. Freshman de la saison 2002-2003 de l'ACC avec 6,2 points, 3,9 rebonds, 3,4 passes, 1,8 interception avec le meilleur ratio passes sur balles perdues (2,1) de la Conference. Comme sophomore, ses moyennes sont de 6,8 points, 4,5 rebonds, 4,9 passes, 2,0 interceptions, améliorant encore le meilleur ratio passes sur balles perdues de l'ACC (2,2). Elle passe sa saison 2004-2005 comm redshirt pour violation des règlements de la NCAA. Elle n'accomplit donc sa saison junior qu'en 2005-2006 où elle sacrée défenseure de l'année de l'ACC avec 10,7 points, 4,5 passes, 3,7 rebonds et 2,1 interceptions. Elle cumule en quatre saisons 1 298 points, 25 contres, 579 passes, 296 interceptions et 565 rebonds en 128 rencontres, devenant seulement la sixième joueuse de l'ACC à cumuler 1 000 points , 500 passes, 500 rebonds et 250 interceptions. Malgré cette brillante carrière, elle ne remporte pas le titre NCAA et manque lors du Sweet Sixteen de sa dernière saison deux lancers francs à un dixième de seconde de la fin d'une rencontre perdue d'un point face à Rutgers. Elle reçoit néanmoins le Trophée Frances Pomeroy Naismith.
Le 20 janvier 2008, elle devient la seconde joueuse des Blue Devils à voir son maillot retiré après Alana Beard. Quelques semaines plus tôt, son numéro est retiré de son lycée.

## Carrière WNBA
Harding est choisie au 1er rang de la draft 2007 par le Mercury de Phoenix, mais elle est échangée contre Tangela Smith avec le Lynx du Minnesota. Elle débute bien (11,7 points, meilleur score des rookies, 3,9 passes et 4,4 rebonds), mais se blesse aux ligaments du genou à mi-saison.
Elle est choisie dans la WNBA All-Rookie Team 2007, mais Armintie Price est choisie comme Rookie de l'année. Sa seconde saison est moins réussie avec 6,4 points et 3,2 passes. Elle est transférée aux Mystics de Washington contre les droits du premier et du second tour de draft WNBA 2009. Elle y retrouve son meilleur niveau avec 11,9 points et 4,5 passes décisives par rencontre. En 2010, elle cumule 12,1 points (dont un record à 33 points contre Indiana), 3,0 rebonds et 4,0 passes, ce qui lui vaut de disputer la rencontre The Stars at the Sun en 2010.
Le 11 avril 2011, elle est transférée au Dream d'Atlanta avec un second tour de draft 2012 contre Ta'Shia Phillips, Kelly Miller et le premier tour de draft 2012 du Dream.
En février 2013, elle signe un contrat pluri-annuel avec les Sparks de Los Angeles.
En avril 2016, elle signe comme agent libre avec le Liberty de New York. Le 15 juin, son contrat est rompu par le Liberty (5 matches dont 3 titularisations pour 3,6 points, 3,6 passes décisives 2,8 rebonds de moyenne), alors qu'elle se rend disputer le Tournoi préolympique. Elle signe un nouveau contrat au retour de cette compétition où sa formation a remporté une qualification pour Rio pour le Mercury de Phoenix, qui rompent le contrat de la rookie Nirra Fields.

## Carrière en NBA et G League
Lindsey Harding fait ses débuts en NBA chez les 76ers de Philadelphie, en tant qu’assistante chargée du développement des joueurs pour la deuxième partie de saison 2018/19. Elle prend ensuite ce poste chez les Kings de Sacramento.
Elle est nommée entraîneuse des Kings de Stockton en NBA G League pour la saison 2023-2024 et mène l'équipe en tête de la conférence Ouest. Elle est récompensée par le trophée Dennis Johnson, qui récompense le ou la meilleure entraîneuse de l'année.

## Équipe nationale
Elle effectue la préparation pour le Mondial 2010 avec l'équipe américaine en 2008, 2009 et 2010, disputant notamment le Good Luck Beijing Tournament (2008, médaille d'argent), le UMMC Ekaterinburg International Invitational (2009, médaille d'or), mais elle n'est pas dans la sélection finale du Mondial.
Devant la difficulté d'intégrer l'équipe américaine, elle accepte d'être naturalisée biélorusse en février 2015 et est appelée pour disputer l'Euro 2015 : « Je savais que je pourrais être dans l'équipe, que ce n'était ps sûr de pouvoir se qualifier pour les jeux olympiques mais qu'il y avait une chance. C'est une agréable sensation car nousa vons travaillé du pour être là. Ce n'est pas que le travail ne paie pas aux États-Unis, mais le niveau de talent est si élevé. »
La Biélorussie obtient sa qualification pour les Jeux de Rio où elle affronte son pays d'origine.

## Europe
Elle dispute l'Euroligue 2009-2010 avec le TEO Vilnius, avec des moyennes de 16,5 points et 2,5 points. Le TEO remporte le championnat national.
Après un passage au Dynamo Koursk (15,3 points par rencontre) en 2010-2011, elle revient en Turquie à Galatasaray en février 2013 pour remplacer sa compatriote Lindsay Whalen.
En 2014-2015, elle joue en Turquie pour Edirnespor (16,0 points, 4.6 rebonds et 4 passes décisives) puis pour la saison suivante rejoint le promu turc BGD.

## Entraîneuse
Suivant l'exemple de Becky Hammon aux Spurs de San Antonio, elle est l'une des premières femmes à devenir entraîneuse adjointe en NBA d'abord comme scout des 76ers de Philadelphie puis comme assistante aux Kings de Sacramento,.

## Distinctions personnelles
- 2003 ACC Rookie of the year
- 2006 Duke Classic MVP
- 2006, 2007 ACC Defensive Player of the Year
- 2007 Naismith National Player of the Year
- 2007 ESPN.com National Player of the Year
- 2007 WBCA National Defensive Player
- 2007 John R. Wooden Award All-American
- 2007 Nancy Lieberman Award
- 2007 USBWA All-American
- 2007 Associated Press First Team All-American
- 2007 ACC Player of the Year
- 2007 Frances Pomeroy Naismith Award[5]
- 2007 Duke Offensive Player of the Year
- 2007 Duke Practice Player of the Year
- 2007 Duke Heart and Hustle Award
- 2007 All ACC First Team
- WNBA All-Rookie Team 2007 [20]
- Sélection WNBA pour de la rencontre The Stars at the Sun en 2010[21].
- Second cinq défensif de la WNBA 2010

## Palmarès
- Championne de Lituanie 2009